# Église Saint-Nicolas de Krčmar
Pour les articles homonymes, voir Église Saint-Nicolas.
L'église Saint-Nicolas de Krčmar (en serbe cyrillique : Црква Светог Николе у Крчмару ; en serbe latin : Crkva Svetog Nikole u Krčmaru) est une église orthodoxe serbe serbe située à Krčmar, dans le district de Kolubara et dans la municipalité de Mionica en Serbie.
Elle est inscrite sur la liste des monuments culturels protégés de la république de Serbie (no SK 352).

## Présentation

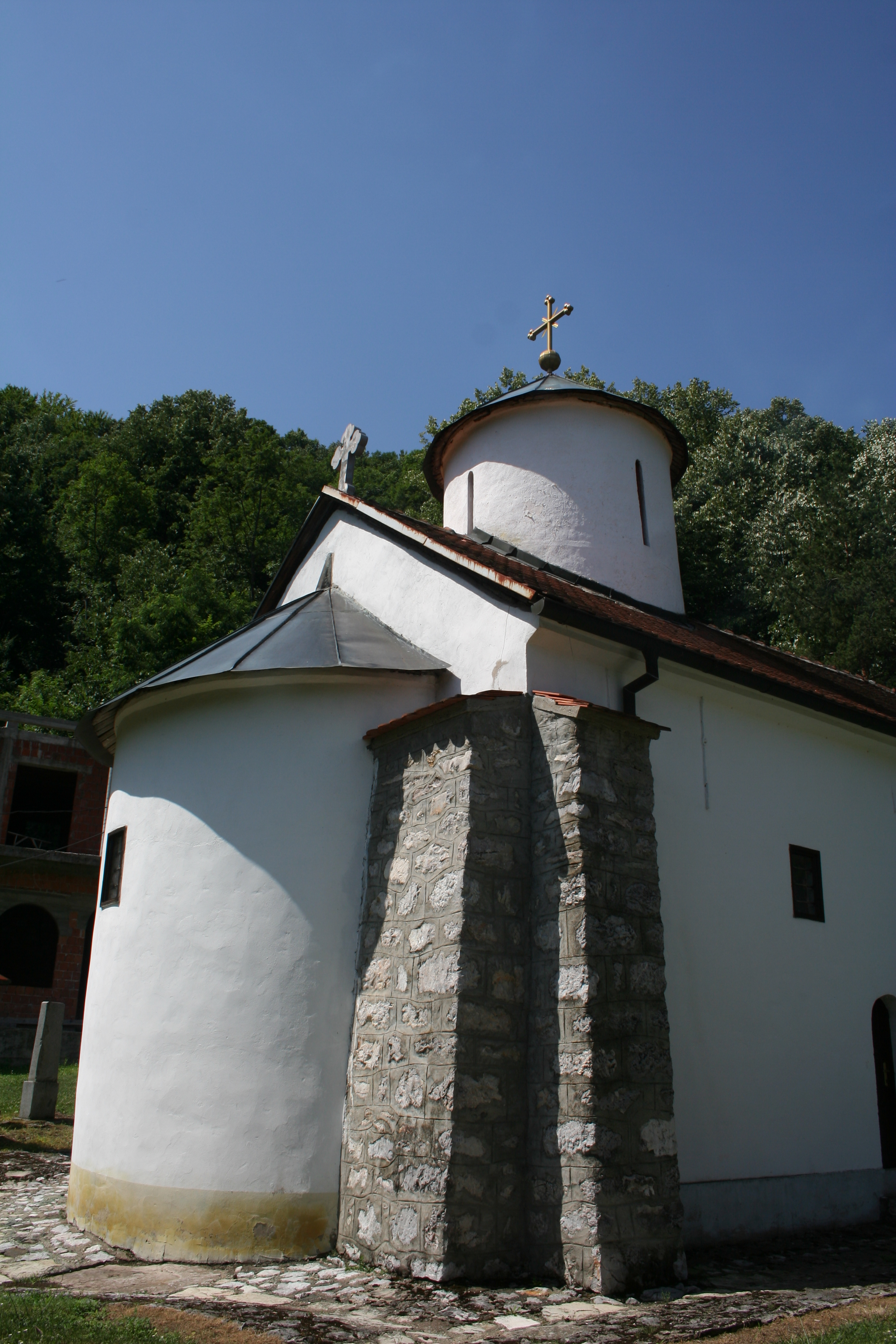
Autre vue de l'église.

Selon la tradition, l'église aurait été fondée par le prince Marko Mrnjavčević. Elle est mentionnée pour la première fois en 1736, comme centre d'un monastère récemment reconstruit. En 1788, elle a été brûlée au moment de la rébellion de la krajina de Koča. L'édifice actuel a été construit en 1793, grâce aux frères Nikola et Milovan Grbović, qui ont été des voïvodes du Premier soulèvement serbe contre les Ottomans. 
L'église, construite en pierres, s'inscrit dans un plan rectangulaire et est dotée d'une abside demi-circulaire et d'une coupole centrale reposant sur 4 piliers. Dans la seconde moitié du XIXe siècle, elle a été augmentée d'un narthex en briques, tandis que les bardeaux du toit ont été remplacés par des tuiles.
À l'intérieur, des restes de fresques ornent encore la coupole, dont une représentation de la Sainte Trinité ; peintes en 1802, elles sont l'œuvre de l'« école de Valjevo » et, peut-être de Petar Nikolajević Moler et de ses disciples.